# Estação Beaulieu
Beaulieu é uma estação da linha 5 (antiga linha 1A) do Metro de Bruxelas.